# Teuvo Länsivuori
Teuvo Pentti "Tepi" Länsivuori (Iisalmi,  Finlandia, 9 de diciembre de 1945) es un expiloto finlandés de motociclismo, que compitió en el Campeonato del Mundo de Motociclismo desde 1969 hasta 1978. Terminó quinto en el campeonato de 250cc en 1972 ganado por Jarno Saarinen seguido por el piloto de Aermacchi Renzo Pasolini y Rodney Gould. Consiguió tres subcampeonatos (1973 en 250cc y 350cc y en 1976 en 500cc.

## Resultados en el Campeonato del Mundo
Sistema de puntuación desde 1950 hasta 1968:
| Posición | 1.º | 2.º | 3.º | 4.º | 5.º | 6.º |
| Puntos   | 8   | 6   | 4   | 3   | 2   | 1   |

Sistema de puntuación desde 1969 hasta 1987:
| Posición | 1.º | 2.º | 3.º | 4.º | 5.º | 6.º | 7.º | 8.º | 9.º | 10.º |
| Puntos   | 15  | 12  | 10  | 8   | 6   | 5   | 4   | 3   | 2   | 1    |

### Carreras por año
(Carreras en negrita indica pole position; Carreras en cursiva indica vuelta rápida)
| Año  | Clase | Moto      | 1       | 2       | 3       | 4       | 5       | 6       | 7       | 8       | 9       | 10      | 11      | 12      | 13      | Pts. | Pos. |
| ---- | ----- | --------- | ------- | ------- | ------- | ------- | ------- | ------- | ------- | ------- | ------- | ------- | ------- | ------- | ------- | ---- | ---- |
| 1967 | 250cc | Husqvarna | ESP Ret | GER -   | FRA -   | IOM -   | NED -   | BEL -   | RDA -   | CZE -   | FIN 7   | ULS -   | NAT -   | CAN -   | JAP -   | 0    | -    |
| 1969 | 250cc | Yamaha    | ESP -   | GER -   | FRA -   | IOM -   | NED -   | BEL -   | DDR -   | TCH -   | FIN 8   | ULS -   | NAT -   | YUG -   |         | 3    | 38.º |
| 1970 | 125cc | Yamaha    | GER -   | FRA 10  | YUG -   | IOM -   | NED -   | BEL -   | DDR -   | TCH -   | FIN 8   |         | NAT -   | ESP -   |         | 4    | 41.º |
| 1970 | 250cc | Yamaha    | GER 10  | FRA 12  | YUG 6   | IOM -   | NED -   | BEL -   | DDR -   | TCH 10  | FIN -   | ULS -   | NAT -   | ESP Ret |         | 7    | 27.º |
| 1971 | 250cc | Yamaha    | AUT 17  | RFA -   | IOM -   | NED -   | BEL -   | DDR -   | TCH -   | SWE 4   | FIN -   | ULS -   | NAT -   | ESP -   |         | 8    | 22.º |
| 1971 | 350cc | Yamaha    | AUT -   | RFA -   | IOM -   | NED -   |         | DDR -   | TCH 10  | SWE 6   | FIN -   | ULS -   | NAT 6   | ESP 1   |         | 25   | 10.º |
| 1972 | 250cc | Yamaha    | RFA 9   | FRA 6   | AUT 7   | NAT 4   | IOM -   | YUG -   | NED 8   | BEL 8   | DDR -   | TCH 8   | SWE 5   | FIN 4   | ESP 2   | 46   | 5.º  |
| 1972 | 350cc | Yamaha    | GER 6   | FRA 2   | AUT 6   | NAT -   | IOM -   | YUG -   | NED 8   |         | DDR 5   | TCH 6   | SWE Ret | FIN 5   | ESP Ret | 42   | 7.º  |
| 1973 | 250cc | Yamaha    | FRA 5   | AUT 4   | GER 3   |         | IOM -   | YUG DNS | NED Ret | BEL 1   | TCH 3   | SWE Ret | FIN 1   | ESP -   |         | 64   | 2.º  |
| 1973 | 350cc | Yamaha    | FRA 3   | AUT 3   | GER 1   | NAT 2   | IOM -   | YUG DNS | NED 3   |         | TCH 1   | SWE 1   | FIN Ret | ESP -   |         | 77   | 2.º  |
| 1974 | 350cc | Yamaha    | FRA 2   | GER DNS | AUT Ret | NAT Ret | IOM -   | NED Ret |         | SWE 1   | FIN Ret |         | YUG Ret | ESP Ret |         | 27   | 6.º  |
| 1974 | 500cc | Yamaha    | FRA 4   | GER DNS | AUT Ret | NAT 2   | IOM -   | NED 2   | BEL Ret | SWE 1   | FIN 3   | TCH 3   |         |         |         | 67   | 3.º  |
| 1975 | 500cc | Suzuki    | FRA Ret | AUT 2   | GER 3   | NAT DNS | IOM -   | NED 5   | BEL -   | SWE Ret | FIN 2   | TCH Ret |         |         |         | 40   | 4.º  |
| 1976 | 500cc | Suzuki    | FRA 4   | AUT DSQ | NAT 4   | IOM -   | NED Ret | BEL 5   | SWE 4   | FIN 2   | TCH 2   | GER Ret |         |         |         | 48   | 2.º  |
| 1977 | 500cc | Suzuki    | VEN Ret | AUT DNS | GER Ret | NAT 12  | FRA 7   | NED 7   | BEL 4   | SWE Ret | FIN 7   | TCH 6   | GBR 3   |         |         | 35   | 9.º  |
| 1978 | 500cc | Suzuki    | VEN -   | ESP 7   | AUT 5   | FRA Ret | NAT 7   | NED 12  | BEL 5   | SWE 8   | FIN 4   | GBR 5   | GER 9   |         |         | 39   | 8.º  |